# 이오현
이오현(중국어: 李奧軒 , 병음: Lǐ àoxuān , 영어: Aoxuan Lee, 1990년 4월 15일 ~ )은 북경 출생으로, 가수, 창작가수, 댄서, 배우, 일렉톤 연주가이다.. 이오현은 그의 매력적인 목소리, 출중한 댄스기교, 귀여우면서 도 독특한 외모와 음악과 패션조류로 아시아에서 이름을 떨쳤다. 중국, 대만, 싱가포 르와 동남아 모두 그안에 포함되여 있다. 2017년 10월에 이오현은 일본 에이백스(avex)의 연습생으로 되었다. 2018년 10월에 중국&일본의 국제 싱글앨범 《San Er Yi》를 발행하여 연기계에 들어섰다.

## 조기 체험
소학교:이오현 에게 육년의 학습생활은 고통스러운것이다. 교내에서 그는 착한남 이미지였다. 싸움도 하지 않고 나쁜말도 하지 않지만 공부를 못해서 늘 동학들의 비 웃음과 조소를 받아왔다. 그후 이오현은 교내가창시합에 나가서 수상하여 한밤중 에 교내의 리틀 스타로 되었다.
중학교:이오현 의 중학교시대는 두 글자로 형요할수가 있다:"자비"와 "자폐"이다. "자비"는 "학업"에서 오고 "자폐"는 "자신감이 없다"는데서 온다. 초등학교때 학과지식 이 든든하지 못하여 새 지식의 학습이 유난히 흠들었다. 이에 인해 그는 점점 더 자 비스럽고 자신감이 없게 되었다. 마지막에 "휴학"하기로 결정하였다. 일년후 이오현은 학교에 다시 돌아갔는데 학업에서 큰 진보를 가져왔을뿐만 아니라 교내에 있는 "전자악기 밴드"의 건반수로 되었다.
"전자악기 밴드"의 건반수로 되었다.
고등학교:2006년, 이오현은 한 직업고중의 음락전공에 입학하였다. 어렸을때부터 건반악기를 배워서 그런지 그의 피아노 성적은 늘 반급내에서 앞자리를 차지했다. 학 교에 있는 동안 이오현은 여러번 교외할동과 음악시합에 참가하였다. 그 반면 학 업은 또 다시 원자리로 돌아갔다. 인생의 첫 전환점, 수능을 앞둔 그는 너무나도 비관 적이었다.
대학:2009년에 이오현은 그의 은사를 만났다:중국음악협회전자피아노학회의 부주 석 왕효련 (王曉蓮) 교수님을 만났다. 이오현은 이렇게 말한적이 있다:그는 저의 백락이다. 왕효련교수님의 지도와 도움이 없었더라면 지금의 이오현이 없을것이다. 그는 저에게 전공지식을 가르쳐줬을뿐만 아니라 또 저에게 어떻게 처사하고 또 사람된됨 이가 되는 방법을 가르쳐주었다. 음악학원에 합격된후 이오현은 전공지식을 배운 동시에 국내외 프로시합에 참가하였다. 대학교 2 학년때 이오현은 소속사와 계약 하였다. 2009년 그는 편곡을 배우기 시작했다. 2010년2월네 홍콩에 가서 제1회 아 태지역전자오르간시합에 참가하였는데 자편곡으로 두가지 대상을 받았다(연주, 편곡). 2011년에는 또 작곡을 시도하기 시작했다. 같은 해 8 월에 중국전자오르간시합에 참 가하여 오리지널 작품으로 시합의 두가지 큰상을 쟁취하였다(연주, 작곡).

## 유학 생활
2013년에 "첫 외국인"의 신분으로 일본 전국전자건반협회의 외국인 회원으로 되었다.
2014년에 일본 쇼와 대학 작곡전공에 합겨하였다.
2015년에 일본 야마하 일렉톤 긴자시합에 참가하여 일본프로잡지 《일렉톤》에서는 그의 연주보도를 게재하였다.
2016년에 일본 Amabile Organ Contest에서 상을 획득하여 시합이 창시된 이래 중국작 품을 연주한 첫 외국인이었다. 8 월, 동경올림픽센터에서 일본 바이올린 연주가 마츠 우라 레이나와 같이 오리컬 작품을 연주하였다. 11 월에 제 12 회 일본전자건반대회에 참가하고 일본어로 강연을 하여 개인강연으로 대회무대에 올라선 첫 외국인으로 되었다.
2017년3월, XX를 담당한 작사, 작가로 계약하였다. 같은 해 10월, 이오현은 일본 에이벡스(avex)연습생으로 되었다. 9 월에 제 13 번회 일본 전자건반대회 "청년 전자오 르간 연주가 음악회"에 참가하여 이 음악회중의 유일한 외국인 연주가로서 연주를 하였다.

## 수행 경험
2018년 5월, 이오현은 일본&중국 아시아문화서법전시회에 참가하였다. 6월 1일, 이오현이 편곡한 음악작품은 중국음악가협회전자건반학회에서《중국전자피아노능 력시험 5 급교재》에 수록되었다. 6월 22일와 7월 13일에 이오현은 도교에 두 차례의 개인 "ChinaFeel" 연주회를 거행하였다. 10월 9일에 이오현은 아동공익노래 《음악드리머》를 발행 하였다. 12월 25일에 일본신생대 가수 아이자와 카하시카스미와 중국&일본단체에서 국제 싱 글앨범 《San Er Yi》을 발행하였다.
2019년 3월에 초청에 2019 도교국제추동패션주간에 출석하였다.

## 음악 작품

### 싱글
- San Er Yi （2018）

### 피아노 앨범
- ME（2019）

## 참조
1. ↑  “Electronic singer Aoxuan Lee Has Got All The Right Moves - Press Release - Digital Journal”. 2019년 5월 19일에 확인함.
2. ↑  “Singer AoXuan Lee released a New single on 2018 Christmas Day – Universal News Point” (미국 영어). 2019년 5월 26일에 원본 문서에서 보존된 문서. 2019년 5월 19일에 확인함.
3. ↑  “寒い冬に暖かさと元気を届ける、李奥軒のシングル「三・二・一」が絶賛配信中！” (일본어). 2019년 5월 19일에 확인함.
4. ↑  “Aoxuan Lee No Matter Beauty Or Ugliness, Live A Real Life – All News Stories” (미국 영어). 2019년 5월 19일에 확인함.[깨진 링크(과거 내용 찾기)]